# Homopolymer
Homopolymer je polymer, jehož makromolekula se skládá se z jednoho druhu monomeru (též jen meru), tím se liší od kopolymeru. Příkladem homopolymeru je polyethylen, polybutadien, polystyren, polyvinylpyrrolidon, polyakrytonitril a polyvinylchlorid.

Homopolymer

Kopolymer